# Mercedes (Texas)
Mercedes es una ciudad ubicada en el condado de Hidalgo en el estado estadounidense de Texas. En el Censo de 2010 tenía una población de 15.570 habitantes y una densidad poblacional de 522,89 personas por km².

## Geografía
Mercedes se ubica al sur de Estado de Texas, comparte frontera con tres municipios mexicanos: Río Bravo, Valle Hermoso y Matamoros, se encuentra en las coordenadas 26°9′13″N 97°54′51″O / 26.15361, -97.91417. Según la Oficina del Censo de los Estados Unidos, Mercedes tiene una superficie total de 29.78 km², de la cual 29.61 km² corresponden a tierra firme y (0.56%) 0.17 km² es agua.

## Demografía
Según el censo de 2020, había 16.258 personas residiendo en Mercedes. La densidad de población en el censo anterior era de 522,89 hab./km². De los 15.570 habitantes, Mercedes estaba compuesto por el 85.28% blancos, el 0.24% eran afroamericanos, el 0.56% eran amerindios, el 0.05% eran asiáticos, el 0.06% eran isleños del Pacífico, el 11.83% eran de otras razas y el 1.98% pertenecían a dos o más razas. Del total de la población el 91.86% eran hispanos o latinos de cualquier raza.

## Educación
Dos distritos escolares, el Distrito Escolar Independiente de Mercedes (MISD por sus siglas en inglés) y el Distrito Escolar Independiente de Weslaco (WISD) gestiona escuelas públicas en las partes este y oeste.
- La escuela preparatoria de MISD es la Escuela Preparatoria Mercedes
- La preparatoria de WISD que sirve a la zona de WISD en Mercedes es la Preparatoria Weslaco East[8]

El Distrito Escolar Independiente South Texas, un distrito escolar de escuelas magnet, gestiona dos escuelas preparatorias en Mercedes: The Science Academy of South Texas y South Texas High School for Health Professions.
Mercedes tiene la Biblioteca Memorial de Mercedes (Mercedes Memorial Library).